# Wesselényi-összeesküvés

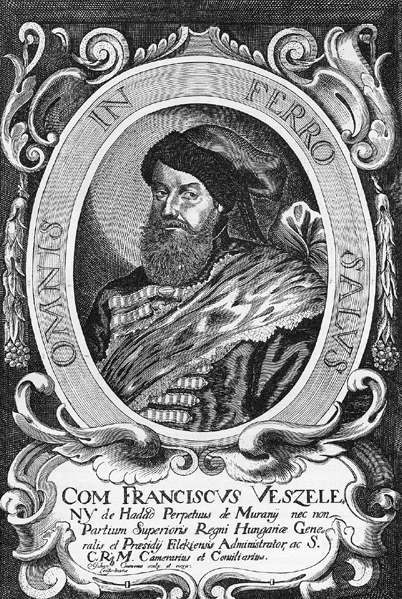
Wesselényi Ferenc nádor

A Wesselényi-összeesküvés vagy Wesselényi-szervezkedés (horvát nyelvterületen: Zrínyi–Frangepán összeesküvés) a 17. század közepén szerveződött főnemesi konspiráció volt I. Lipót király ellen. Az összeesküvésben a Magyar Királyság legtekintélyesebb, addig udvarhű, zömmel katolikus főnemesi családjainak tagjai vettek részt, akik kiábrándultak a Habsburg-kormányzat központosító törekvéseiből és gyengekezű törökellenes politikájából.

## Előzményei
Az arisztokraták elégedetlenkedésének közvetlen indítóoka az 1664. augusztus 10-én kötött vasvári béke volt, amely az előzőleg aratott szentgotthárdi győzelem nyomán feléledt reményeket derékba törve az Oszmán Birodalom birtokában hagyta minden addigi hódítását, beleértve Érsekújvár előző évben elfoglalt vidékét.
A felháborodott főurak eltökélték, hogy az ország politikai függetlenségét és vallásszabadságát csorbító, és a törökkel lepaktáló kormányzat ellen összefognak – akár magával a (vallási kérdésekben jóval toleránsabb) törökkel is.

## Kezdete

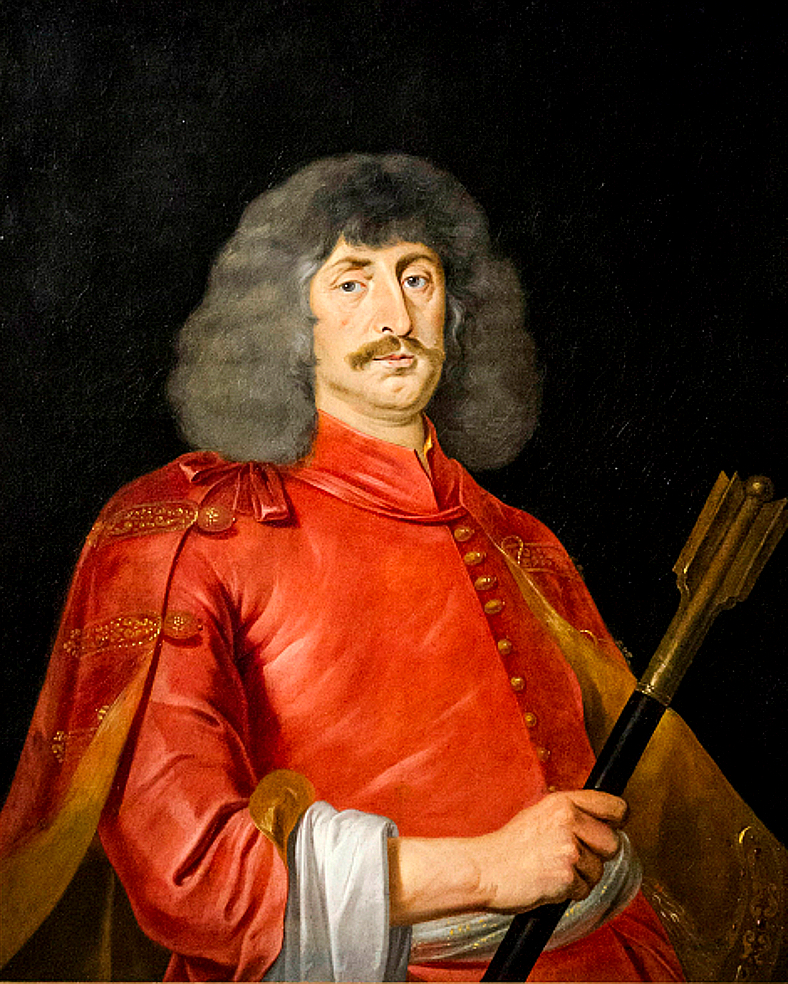
Zrínyi Miklós, horvát bán, költő, hadvezér

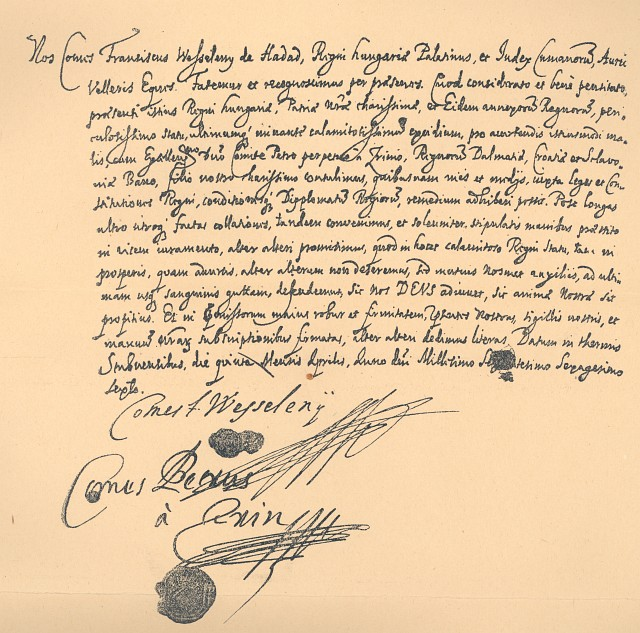
Wesselényi Ferenc és Zrínyi Péter kalligrafikus, pecsétes szövetséglevele (1664)

A főrendi ellenállás központi alakja Zrínyi Miklós horvát bán lett volna, és még az ő irányításával kezdődtek meg a puhatolózó tárgyalások XIV. Lajos Franciaországával. Zrínyi azonban 1664. november 18-án elhunyt, így a mind kiforrottabbá váló szervezkedés vezetése az annak nevet adó Wesselényi Ferenc nádorra szállt, akit mindvégig támogatott a költő-hadvezér öccse, a báni széket bátyja után elfoglaló Zrínyi Péter.
Az első konkrét tervezetet 1665-ben nyújtotta át egy soproni ügyvéd, Vitnyédy István, Zrínyi Miklós hajdani bizalmasa Gremonville lovagnak, a bécsi francia nagykövetnek. Eszerint a Spanyol-Németalföldön fenyegető politikai konfliktus árnyékában a magyar elit biztosította volna a közép-európai francia befolyást. Ekkoriban még meglehetősen kalandos gondolatok is felmerültek: merényletet terveztek a franciaellenes lengyel Lubomirski marsall ellen, a következő évben pedig Vitnyédy felvetette az uralkodó elfogását és megzsarolását.

## Az első kudarc

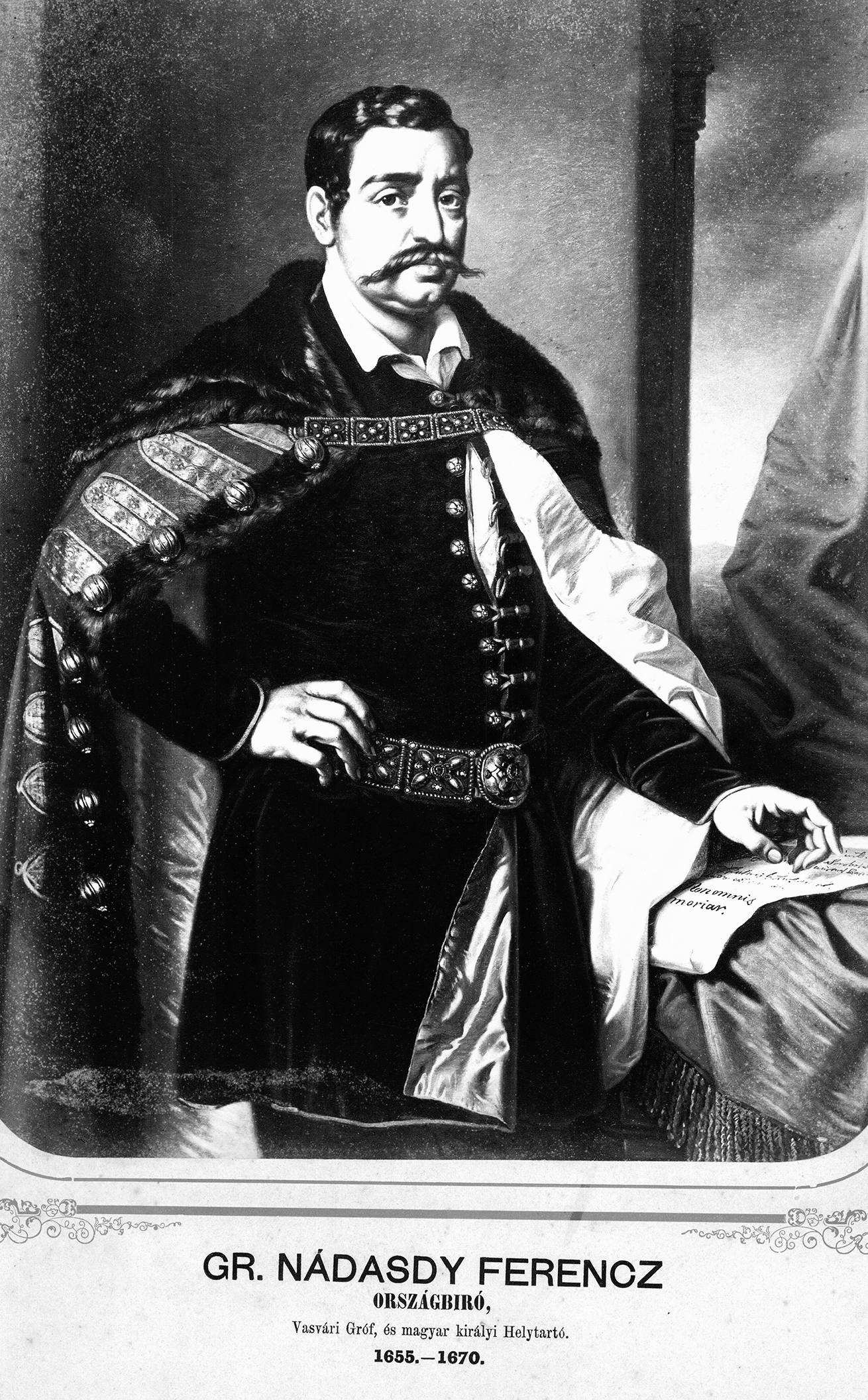
Nádasdy Ferenc országbíró

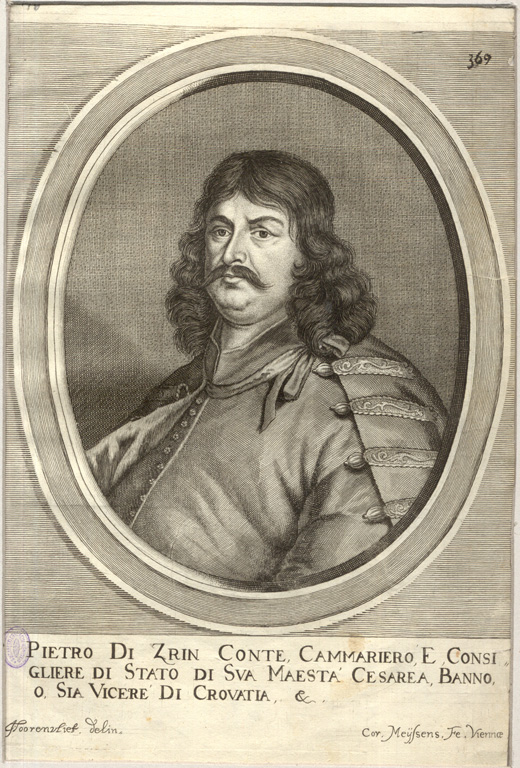
Zrínyi Péter horvát bán

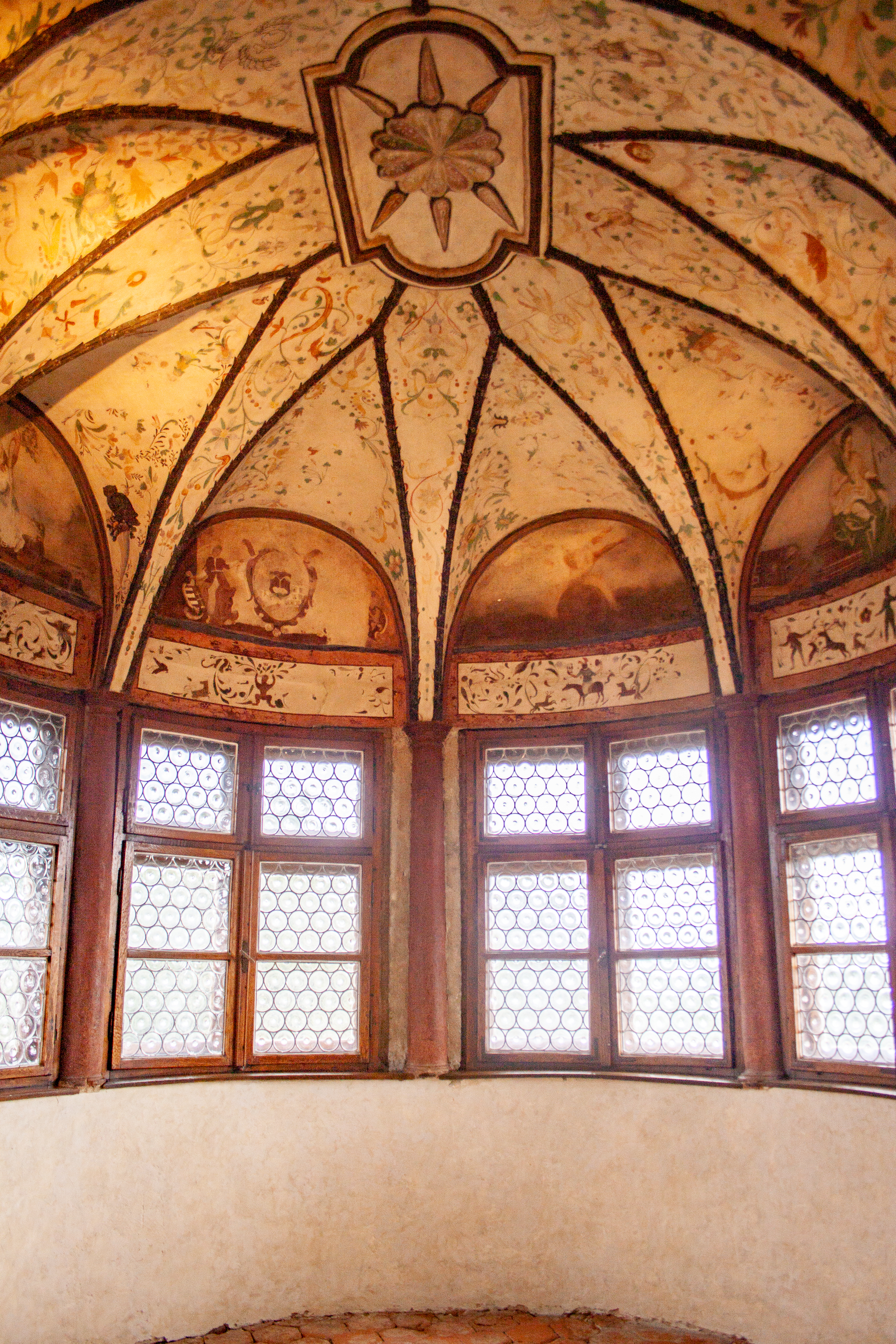
A „sub rosa” szoba, az összeesküvés egyik színtere a sárospataki várban

Ezeket az ötleteket 1666–1667-ben már reális talajon álló tervezetek követték, amelyek anyagi támogatás fejében seregállítást ígértek a Napkirálynak, aki azonban tartózkodott a konkrét állásfoglalástól. Közben Magyarországon egyre bővült a konspirátorok köre. A nádor murányi udvarában rendszeresen megfordultak I. Apafi Mihály erdélyi fejedelem követei – többek között Teleki Mihály kancellár, – Zrínyiékhez pedig csatlakozott Nádasdy Ferenc országbíró, Frangepán Ferenc Kristóf és Rákóczi Ferenc. Ez utóbbi 1666 márciusában vette feleségül Zrínyi Ilonát, Zrínyi Péter legidősebb leányát, így rokoni kötelékekkel is a szervezkedők mellett kötelezte el magát.
Értekezleteket tartottak a Stubnyafürdőn, utóbb Sárospatakon és Munkácson. A főnemesek köreiben és külföldön az összeesküvők költségén Habsburg-ellenes, felkelésre buzdító röpiratok jelentek meg (Oktatás elmélkedésre, Nádasdy Orációja). 1668-ra érett meg a konkrét felkelési terv, ebben az évben azonban véget ért a spanyol–francia „devolúciós” háború, Franciaország kiegyezett Lipóttal Dél-Németalföld ügyében, így XIV. Lajos végleg kihátrált a magyar főnemesi ellenállók mögül. A lengyelországi terveket sem sikerült valóra váltani.
1667. március 23-án Wesselényi is elhunyt. A nádori méltóságra pályázó Nádasdy Ferenc az Udvari Haditanácsban hírt adott egy bizonyos felső-magyarországi szervezkedésről. Még ebben az évben hír érkezett Nicasius Panajottitól, a nagyvezír főtolmácsától, miszerint az erdélyiek hasonló ügyben puhatolóztak a Magas Portánál. Ezután az összeesküvést gyakorlatilag maguk a konspirátorok göngyölítették fel. 1668-ban az egyik köznemesi vezető, Bory Mihály vallott be mindent Wesselényi özvegye, Széchy Mária megbízásából Johann von Rottal titkos tanácsosnak. Ez utóbbi felkereste Zrínyi Pétert is, akinek kegyelmet ígért beismerés esetén. A Nádasdyval szemben ellenséges bán 1669. június 21-én mindent bevallott Rottalnak és Montecuccoli tábornagynak. Erre Nádasdy is kénytelen volt lépni: Lipót lába elé borulva ő is vallomást tett, és minden iratot kiszolgáltatott az udvarnak. Ezzel a bécsi udvar mindent megtudott a szervezkedésről, amit csak tudni lehetett.

## Az udvar kezében

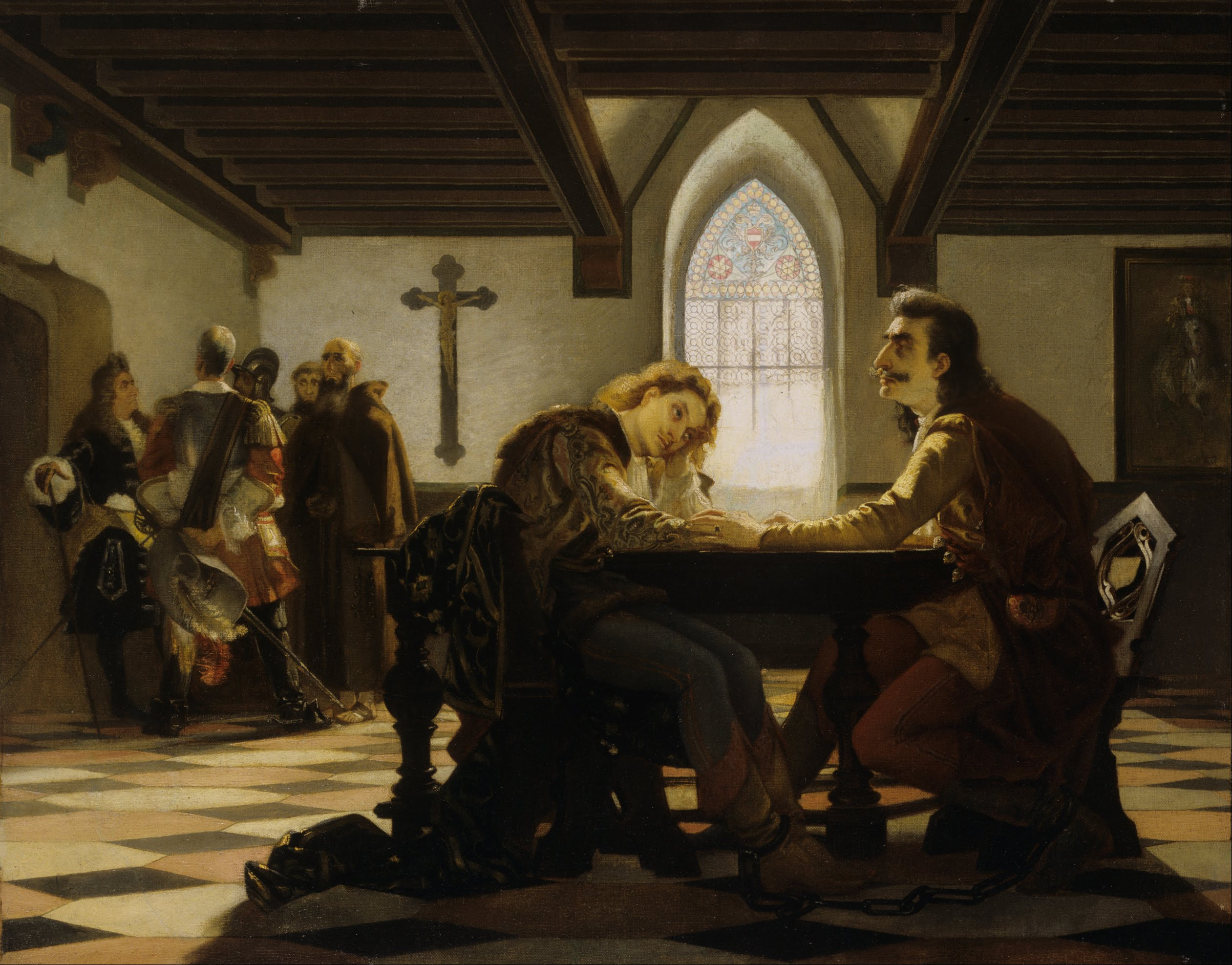
Madarász Viktor: Zrínyi és Frangepán a bécsújhelyi börtönben

Bécs ezután már az érintettek minden lépését szemmel tartotta, és felkészült minden eshetőségre. A konspirátorok ugyanis Lipót kegyességén felbuzdulva 1670-ben folytatták addigi tevékenységüket. A kormányzatot sem Zrínyi a porta által végül elutasított török szövetségi terve, sem a horvátországi felkelés nem érte váratlanul. Ez utóbbit a szervezkedést felújító arisztokraták összekötötték volna egy felső-magyarországi lázadással, azonban Zrínyi március 20-án írt hadba hívó levele csak április 9-én jutott veje, Rákóczi kezébe. Ő már hiába hívott össze Sárospatakon gyűlést, fogatta el Rüdiger von Starhemberg grófot, Tokaj császári várkapitányát, és robbantott ki felkelést: a horvátországi zendülést a hatalmas túlerőben levő császáriak hamarosan elfojtották. Április 13-án Zrínyi és Frangepán elhagyta Csáktornyát, és a király ismételt kegyében bízva Bécsbe utaztak.
Lobkowitz kancellár először vendégként fogadta a két főnemest, és Zrínyivel levelet íratott Rákóczinak, hogy fejezze be a lázadást. A felvidéki nemesek csak április 27-én értesültek Frangepánék sorsáról, és május 1-jén elhatározták a harc beszüntetését. Rákóczi Munkács várába húzódott vissza. Bécs ura lett a helyzetnek, noha megfelelő haderőt alig egy hónap múlva tudott csak kiállítani a kedélyek lecsillapítására.

## A megtorlás

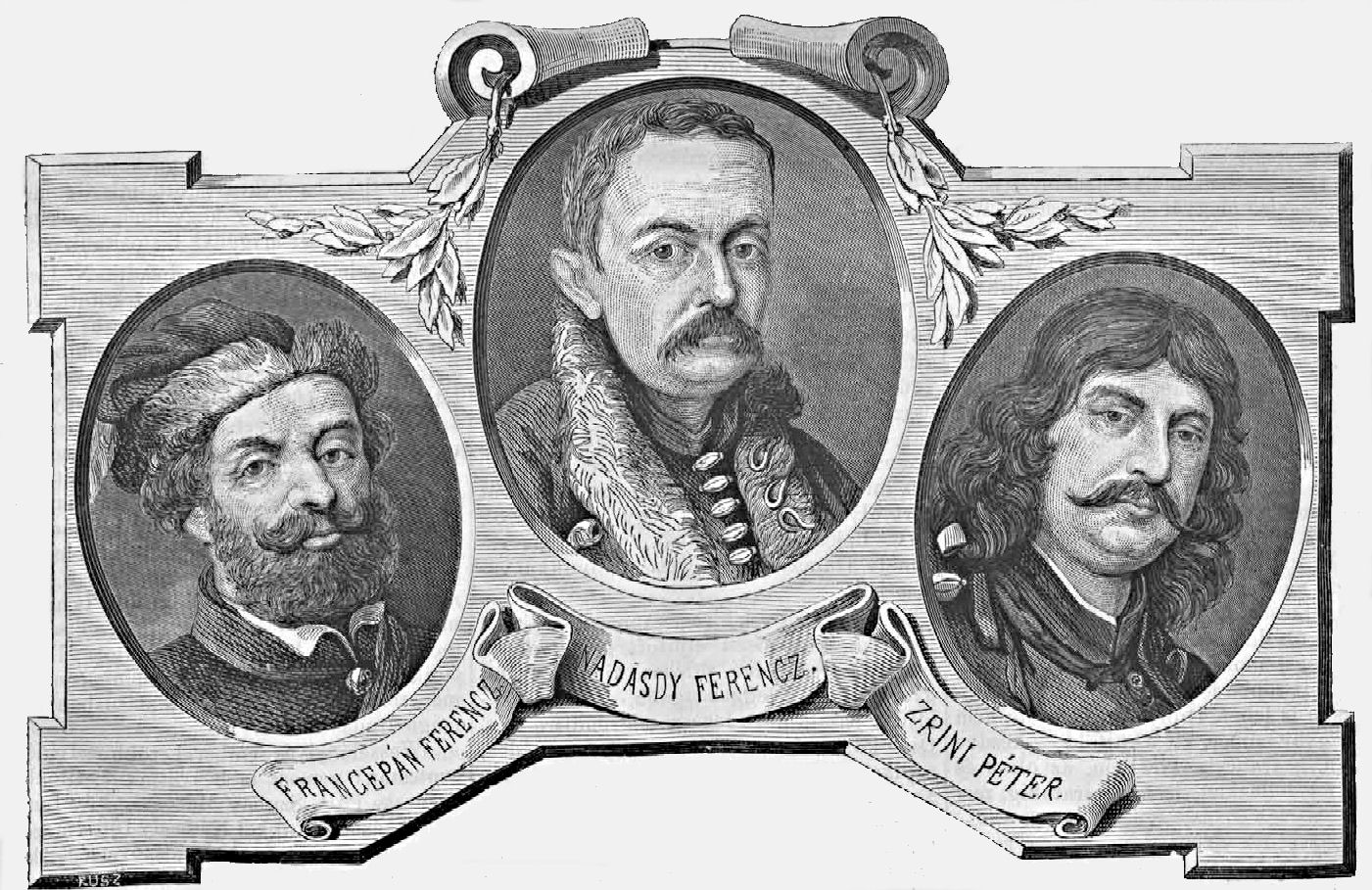
A Wesselényi-összeesküvés vértanúi. Rusz Károly metszete (1871)

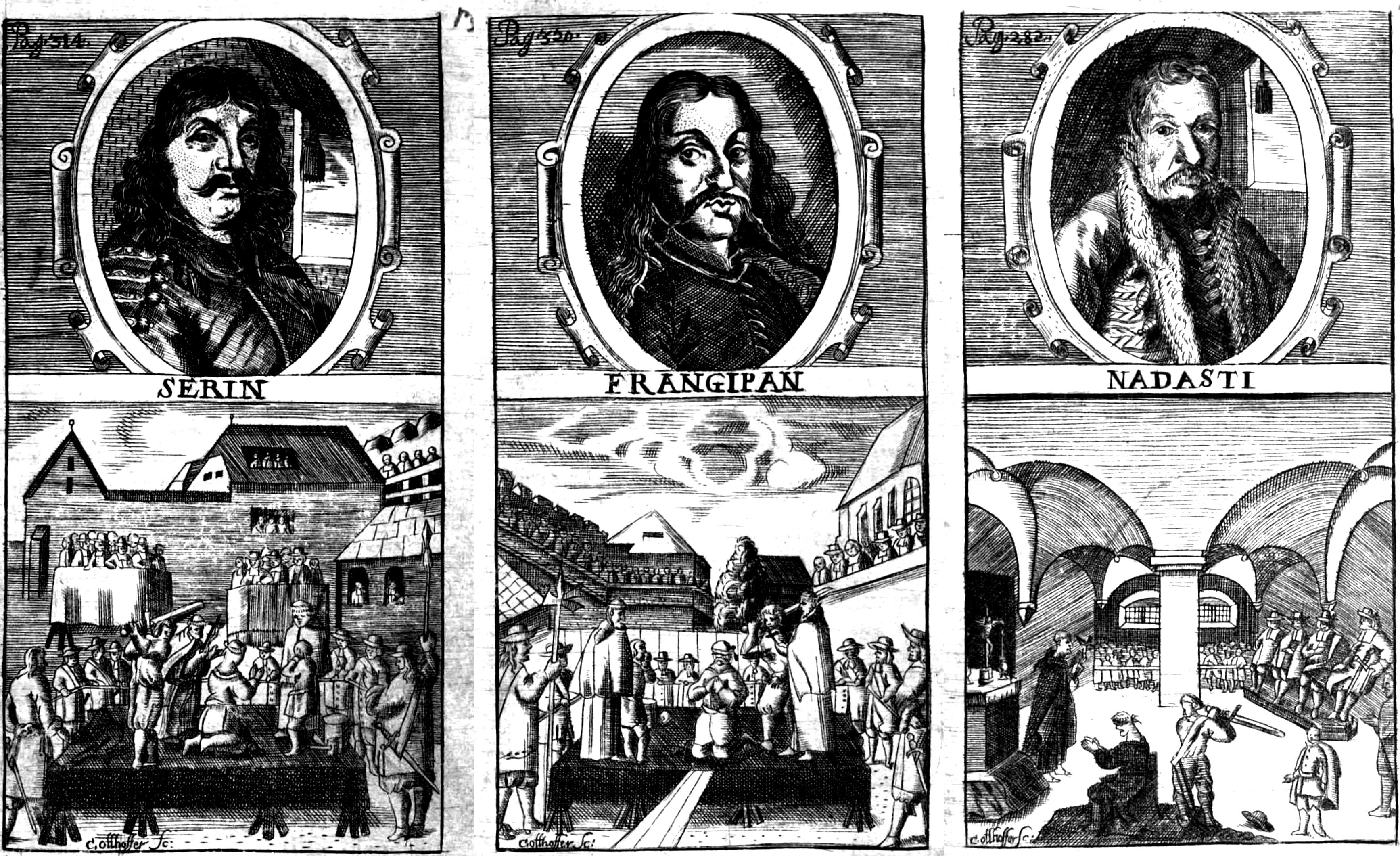
Korabeli ábrázolás a kivégzésről

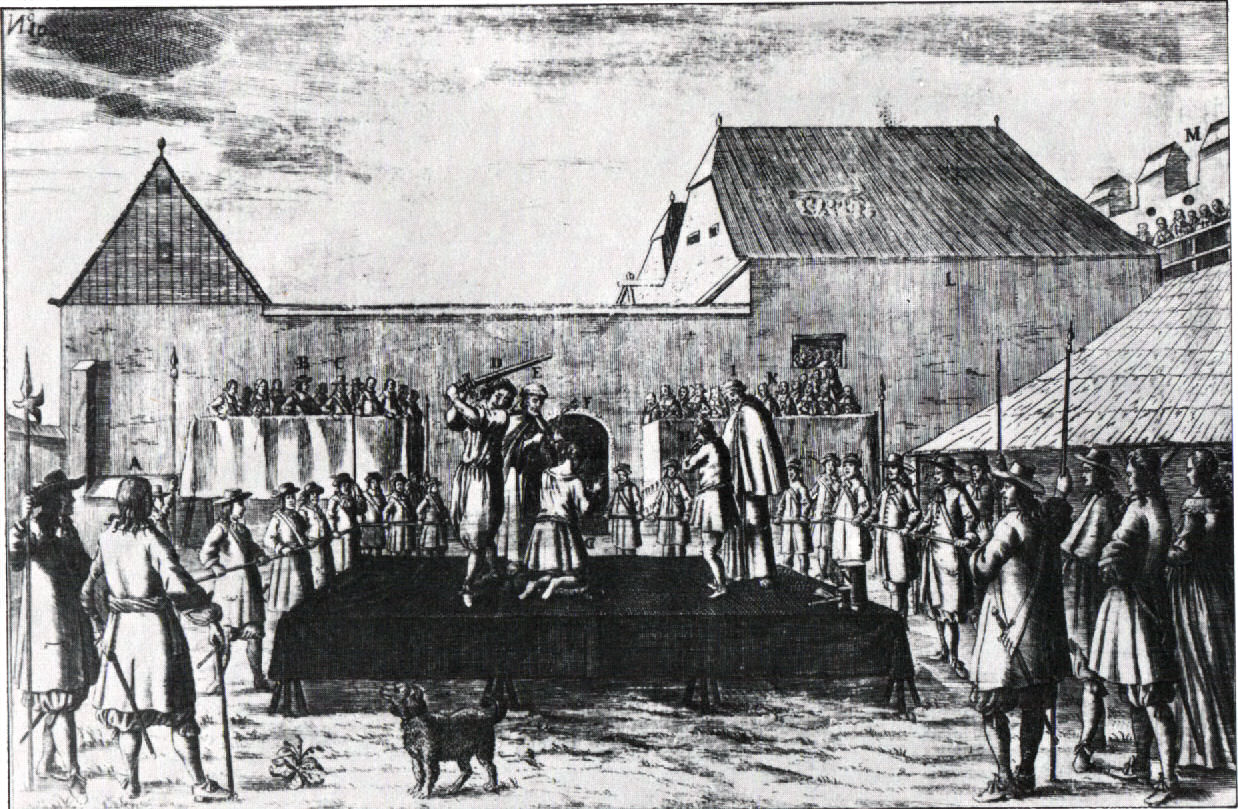
Korabeli ábrázolás a kivégzésről

Miután a harc elcsendesedett, a kormányzat levetette a látszólagos jóindulat álcáját. Az összeesküvőket őrizetbe vették, elzárták egymástól és a külvilágtól.
A megtorláshoz Lipót emberei mind az Oszmán Birodalom, mind Franciaország, mind az Erdélyi Fejedelemség garanciáit megszerezték. Mivel Rákóczi elérhetetlen volt, róla édesanyja, Báthory Zsófia külön megegyezhetett az udvarral: fiát hatalmas pénzösszeg fejében, a katolicizmus támogatásával szerzett érdemeire való tekintettel felmentették (1670. június 20.).
Június 26-án már meg is kezdődött a fő résztvevők kihallgatása. Zrínyihez és Frangepánhoz hamarosan a lőcsei nyomozati anyag alapján szeptember 3-án letartóztatott Nádasdy is csatlakozott a fővádlottak padján. Sorsuk már a Titkos Tanács augusztus 25–29. között tartott tanácskozáson eldőlt, itt Johann Paul Hocher udvari kancellár, Montecuccoli, Lobkowitz, valamint Johann Adolf von Schwarzenberg fő- és jószágvesztést szabott ki rájuk. Mivel félő volt, hogy az ügyükben illetékes magyar országgyűlés a védelmükre kel, ezért arra hivatkozva, hogy Ausztriában fogták el őket és Alsó-Ausztriában is voltak birtokaik, a három főrend felett végül osztrák különbíróság ítélt. Ez a magyar rendi alkotmány megsértése volt, hiszen magyar főrend felett csakis magyar nemesi bíróság ítélkezhetett.
Az áprilisi perek folyamán Zrínyi végig tagadott, hasonlóan Frangepánhoz. Nádasdy volt az egyetlen, aki képes volt logikusan érvelve védekezni, azonban ez sem menthette meg: 1671. április 30-án kivégezték őket: Zrínyit és Frangepánt Bécsújhelyen, Nádasdyt Bécsben. Vagyonukat a császári kincstár javára konfiskálták.

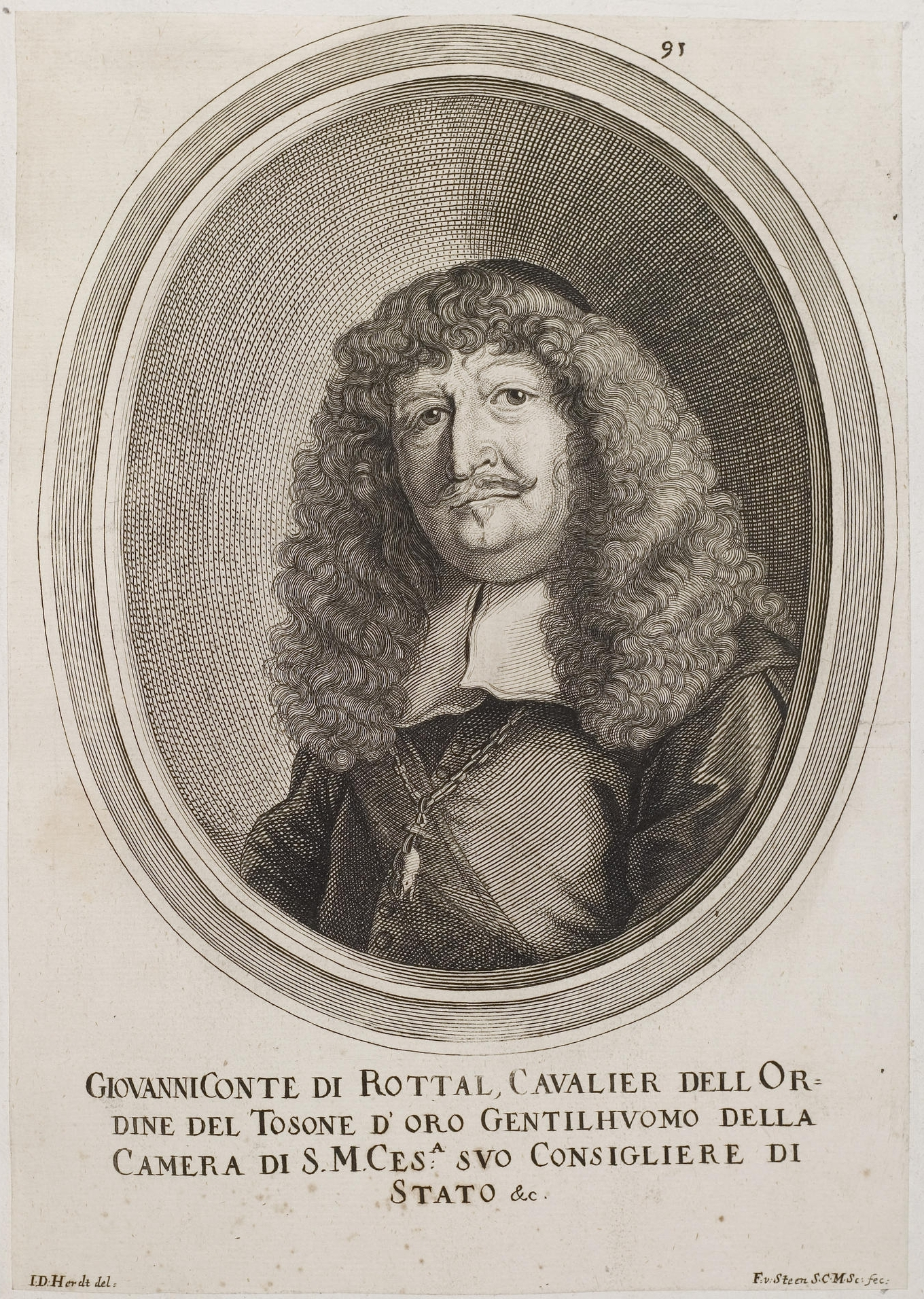
Johann von Rottal gróf, királyi biztos

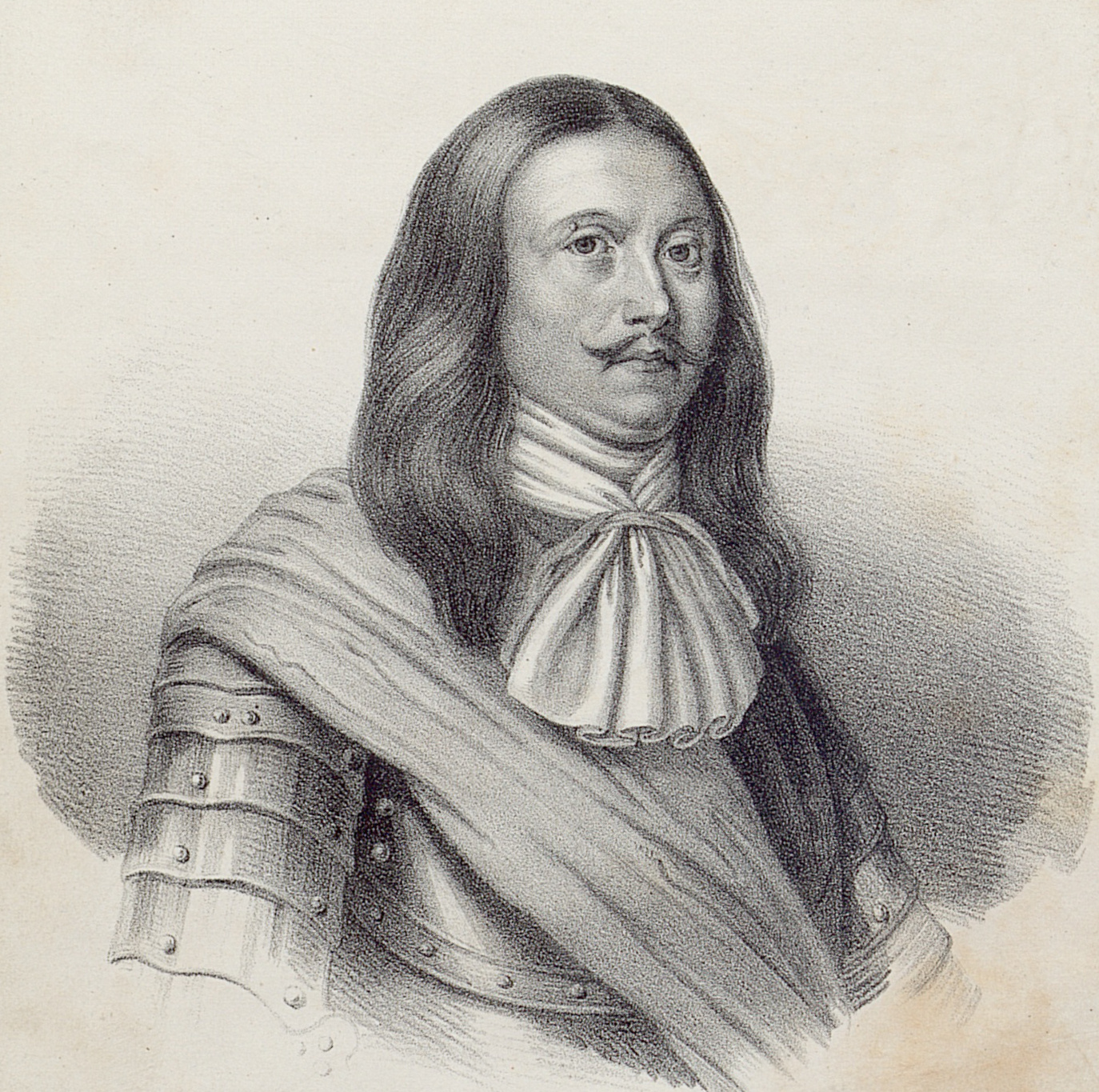
Johann von Sporck tábornok

Magyarországon Johann von Sporck tábornok vezetésével megkezdődött a lefogottak birtokainak megszállása és a többi résztvevő felkutatása, majd Rottallal az élén állandó bizottságot állítottak fel Lőcsén a lázadás résztvevőinek kinyomozására, amely 1670 augusztusában kezdte meg a munkát. Miután erős besúgóhálózatot épített ki Magyarországon, novemberben már be is fejezte a nyomozást.
A bizottság egyetlen baklövése az volt, hogy az ifjú Thököly Imre kicsúszott a markából – igaz, az Árva várát és Árvaváralját haláláig védelmező Thököly István vagyonát sikerült megtalálnia, és Rákócziból ismét sikerült kétszázezer forintot kipréselnie.
1671. január 3-án Pozsonyban is felállt egy másik iudicium delegatum Rottal gróf elnökletével. Ennek alkotmányos jogállását már igyekeztek megőrizni, ezért magyar közjogi méltóságok is helyet foglaltak benne. Zrínyiékkel egy napon végezték ki Bónis Ferencet, a felkelés egyik résztvevőjét Pozsonyban.
Összesen mintegy 300 birtokos vagyonát kobozták el a folytatódó perek során, és a Wesselényi Ferenc halála óta üresedésben lévő nádori tisztség betöltése helyett 1673-ban a Német Lovagrend nagymestere, Ampringen János Gáspárt vezetésével kormányzóságot (Gubernium) állítottak fel. Ampringen kormányzói tevékenysége és kegyetlenkedései nagy mértékben hozzájárultak ahhoz, hogy a Thököly Imre vezette kuruc felkelés kirobbanjon. I. Lipót magyar király csak 1681-ben töltötte be ismét a nádori hivatalt: a magyar Esterházy Pált nevezte ki nádorrá.